# Argentyna na Zimowych Igrzyskach Olimpijskich 2006
Argentynę na Zimowych Igrzyskach Olimpijskich 2006 reprezentowało 9 sportowców w czterech dyscyplinach. Nie zdobyli oni żadnego medalu.

## Medale
| Medale    | Złote | Srebrne | Brązowe | Razem |
| --------- | ----- | ------- | ------- | ----- |
| Argentyna | 0     | 0       | 0       | 0     |

## Skład reprezentacji

### Narciarstwo alpejskie
| Zawodnik                       | Konkurencja            | Finał            | Finał            | Finał            | Finał            | Finał            |                  |
| Zawodnik                       | Konkurencja            | Ślizg 1          | Ślizg 2          | Ślizg 3          | Łącznie          | Miejsce          |                  |
| ------------------------------ | ---------------------- | ---------------- | ---------------- | ---------------- | ---------------- | ---------------- | ---------------- |
| Facundo Aguirre                | Slalom gigant mężczyzn | Nie ukończył     | Nie ukończył     | Nie ukończył     | Nie ukończył     | Nie ukończył     |                  |
| Cristian Javier Simari Birkner | Slalom gigant mężczyzn | 1:22.37          | 1:20.19          | n/a              | 2:42.56          | 23               |                  |
| Cristian Javier Simari Birkner | Slalom mężczyzn        | Nie ukończył     | Nie ukończył     | Nie ukończył     | Nie ukończył     | Nie ukończył     |                  |
| Cristian Javier Simari Birkner | Kombinacja mężczyzn    | 1:43.93          | 45.89            | 46.72            | 3:16.54          | 23               |                  |
| Macarena Simari Birkner        | Supergigant kobiet     | Nie ukończyła    | Nie ukończyła    | Nie ukończyła    | Nie ukończyła    | Nie ukończyła    |                  |
| Macarena Simari Birkner        | Slalom gigant kobiet   | 1:05.81          | 1:13.62          | n/a              | 2:19.43          | 31               |                  |
| Macarena Simari Birkner        | Slalom kobiet          | 45.90            | 51.17            | n/a              | 1:37.07          | 31               |                  |
| Macarena Simari Birkner        | Kombinacja kobiet      | 40.99            | 45.95            | 1:35.72          | 3:02.66          | 26               |                  |
| Maria Belen Simari Birkner     | Supergigant kobiet     | n/a              | n/a              | n/a              | 1:38.02          | 47               |                  |
| Maria Belen Simari Birkner     | Slalom gigant kobiet   | Nie ukończyła    | Nie ukończyła    | Nie ukończyła    | Nie ukończyła    | Nie ukończyła    |                  |
| Maria Belen Simari Birkner     | Slalom kobiet          | 46.35            | 51.26            | n/a              | 1:37.61          | 37               |                  |
| Maria Belen Simari Birkner     | Kombinacja kobiet      | 41.55            | 47.08            | 1:36.72          | 3:05.35          | 29               |                  |
| Miriam Vazquez                 | Zjazd kobiet           | n/a              | n/a              | n/a              | 2:07.42          | 39               |                  |
| Miriam Vazquez                 | Kombinacja kobiet      | Nie wystartowała | Nie wystartowała | Nie wystartowała | Nie wystartowała | Nie wystartowała | Nie wystartowała |

### Biatlon
| Zawodnik           | Konkurencja                | Finał     | Finał | Finał   |
| Zawodnik           | Konkurencja                | Czas      | Pudła | Miejsce |
| ------------------ | -------------------------- | --------- | ----- | ------- |
| Sebastian Beltrame | Sprint mężczyzn            | 33:32.4   | 5     | 87      |
| Sebastian Beltrame | Bieg indywidualny mężczyzn | 1:09:24.3 | 9     | 84      |

### Biegi narciarskie
Odległość
| Zawodnik       | Konkurencja                              | Finał   | Finał   |
| Zawodnik       | Konkurencja                              | Łącznie | Miejsce |
| -------------- | ---------------------------------------- | ------- | ------- |
| Martin Bianchi | Bieg na 15 km stylem klasycznym mężczyzn | 49:08.0 | 86      |

### Narciarstwo dowolne
| Zawodnik    | Konkurencja                   | Kwalifikacja | Kwalifikacja | Finał                  | Finał                  |
| Zawodnik    | Konkurencja                   | Punkty       | Miejsce      | Punkty                 | Miejsce                |
| ----------- | ----------------------------- | ------------ | ------------ | ---------------------- | ---------------------- |
| Clyde Getty | Akrobacje powietrzne mężczyzn | 79.88        | 28           | Nie zakwalifikował się | Nie zakwalifikował się |

### Saneczkarstwo
| Zawodniczka      | Konkurencja    | Finał   | Finał   | Finał   | Finał   | Finał    | Finał   |
| Zawodniczka      | Konkurencja    | Ślizg 1 | Ślizg 2 | Ślizg 3 | Ślizg 4 | Łącznie  | Miejsce |
| ---------------- | -------------- | ------- | ------- | ------- | ------- | -------- | ------- |
| Michelle Despain | Jedynki kobiet | 50.062  | 54.061  | 50.120  | 52.898  | 3:27.141 | 24      |